# Młyn w Człuchowie
Młyn w Człuchowie (także Młyn Kaszarnia, niem. Kunstmühle Schlochau) – młyn parowy wybudowany w 1897 r. w Człuchowie, w województwie pomorskim. Obiekt wpisany do gminnej ewidencji zabytków miasta Człuchów.

## Historia
Młyn został założony w 1897 przez braci Hermanna i Juliusa Neumannów. Początkowo był młynem parowym, wyposażonym w maszynę parową, 6 maszyn mielących, 5 torów oraz urządzenia oświetlające. W latach 20. XX w. firma popadła w problemy finansowe a następnie została sprzedana spółce handlowej Raiffeisen Grenzmärkischen Handelsgenossenschaft (1926), pod której zarządem sytuacja finansowa się poprawiła. W 1934 r. młyn został zmodernizowany i rozbudowany. W 1945 r. młyn działał pod zarządem rosyjskim. W okresie PRL był czynny do lat 80. Był znany z produkcji kaszy jęczmiennej.

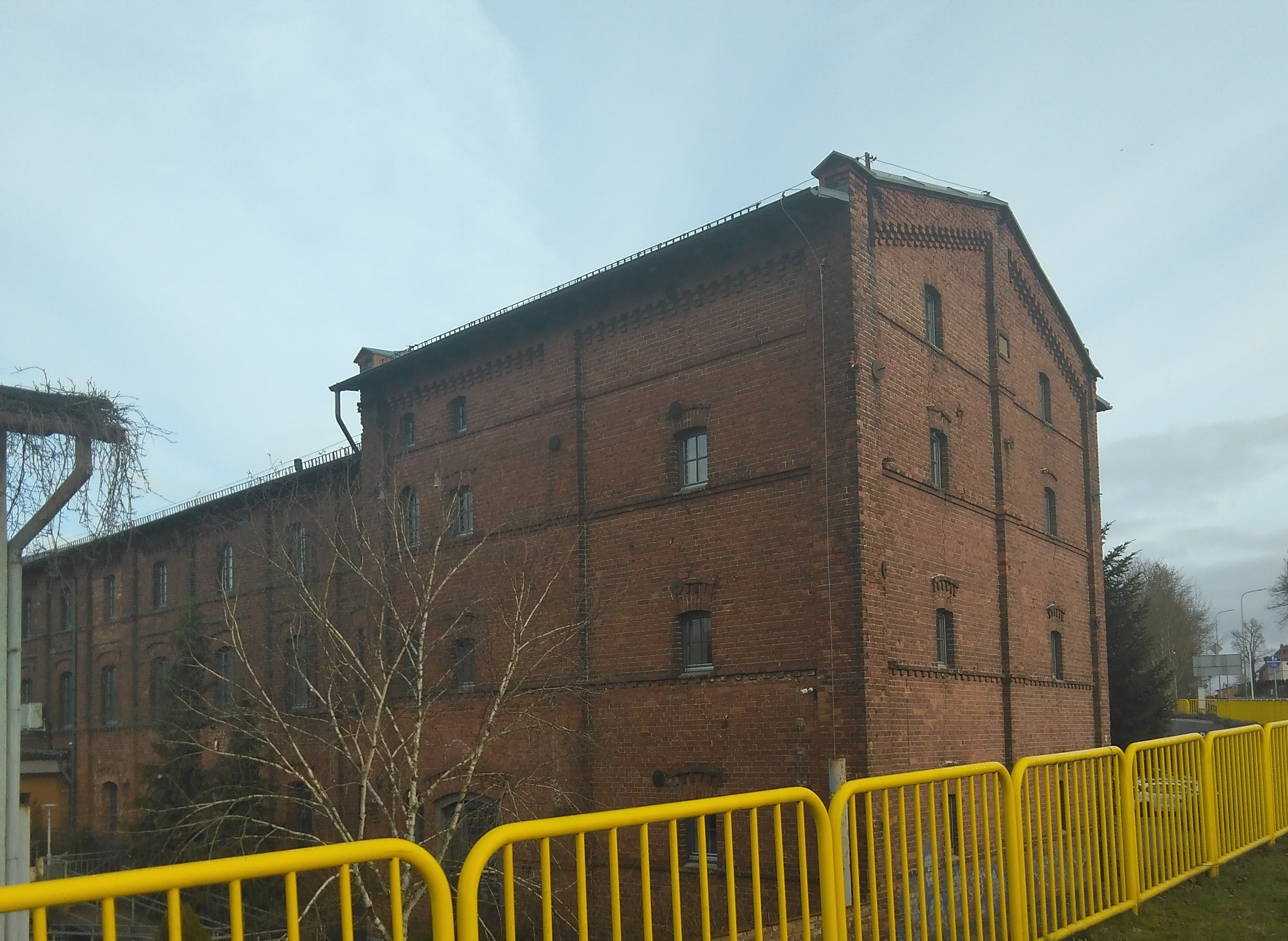

## Współczesność
W 2008 r. budynek dawnego młyna został zakupiony przez prywatnego inwestora i zaadaptowany na potrzeby obiektu gastronomicznego.